# Carlos César Da Silva Axè
Carlos César Da Silva  dit Axé est un joueur brésilien de volley-ball né le 5 septembre 1972 à São Paulo. Il mesure 1,95 m et joue réceptionneur-attaquant.

## Clubs
| Club             | Pays    | De        | À                |
| ---------------- | ------- | --------- | ---------------- |
| Telesp Clube     | Brésil  | 1988      | 1991             |
| Brasil VC        | Brésil  | 1991      | 1993             |
| ADC São Bernardo | Brésil  | 1993      | 1994             |
| Brasil VC        | Brésil  | 1994      | 2000             |
| Toray Arrows     | Japon   | 2001-2002 | 2001-2002        |
| CV Almería       | Espagne | 2002-2003 | 2002-2003        |
| Callipo Sport    | Italie  | 2003-2004 | 2003-2004        |
| Volley Taviano   | Italie  | 2004-2005 | 2004-2005        |
| Brasil VC        | Brésil  | 2005-2006 | 2005-2006        |
| PAOK Salonique   | Grèce   | 2006-2007 | 24 novembre 2006 |
| Volley Isernia   | Italie  | 2006-2007 | 2006-2007        |
| Narbonne Volley  | France  | 2007-2008 | 2008-2009        |
| Osasco VC        | Brésil  | 2008-2009 | ...              |

## Palmarès
- Championnat d'Espagne (1)
  - Vainqueur : 2003
- Super coupe d'Espagne (1)
  - Vainqueur : 2003
- Super coupe du Brésil (1)
  - Vainqueur : 2000
- Championnat d'Amérique du Sud (1)
  - Vainqueur : 1999